# Shan Sa
Shan Sa (chineză: 山飒), n. 26 octombrie 1972, Beijing, Republica Populară Chineză) este o scriitoare franceză născută in China. A cîștigat la vârsta de 12 ani premiul I la concursul national de poezie, organizat pentru copii in Republica Populară Chineză. După incidentele ce s-au petrecut în 1989 în piața Tian'anmen din Beijing, Shan Sa a emigrat în 1990 în Franța.
Aici a obținut în anul 1994 un bachelor în filosofie. În perioada 1994 - 1996 a fost secretara pictorului Balthus. Soția acestuia, Setsuko a familiarizat-o pe Shan Sa cu cultura și arta japoneză. Romanul ei principal Jucătoarea de Go face o paralelă între aceste două culturi povestind viețile dramatice a unei tinere chineze de 16 ani și a unui ofizer japonez în perioada după 1931, care se întâlnesc la tabla de go.

## Lucrări
- 1997 Porte de la paix céleste Rocher Prix Goncourt du premier roman (Premiul Goncourt acordat pentru romnaul de debut al unui autor)
- 1999 Les quatre vies du saule Grasset
- 1999 Le vent vif et le glaive rapide, Éditions William Blake & Co.
- 2001 La joueuse de Go (Jucătoarea de go), Grasset, Prix Goncourt des lycéens  romanul a fost pus în scenă în limba germană de Johannes Kaetzler și Gerhard Seidel la Ernst-Deutsch-Theater din Hamburg în 2007
- 2002 Le miroir du calligraphe  Éditions Albin Michel
- 2003 Impératrice Albin Michel
- 2005 Les Conspirateurs
- 2006 Alexandre et Alestria

### Fragmente de text disponibile online (în limba franceză)
- Fragmente din Les quatre vies du saule Arhivat în 10 februarie 2010, la Wayback Machine.
- Fragmente din La Joueuse de go Arhivat în 23 iunie 2010, la Wayback Machine.
- Fragmente din Impératrice Arhivat în 27 septembrie 2007, la Wayback Machine.